# Luzzara
Luzzara là một đô thị ở tỉnh Reggio Emilia, vùng Emilia-Romagna, Italia. Đô thị này nằm ở cuối phíac bắc tỉnhnày, giáp với sông Po về phía bắc, giáp với tỉnh Mantova và vùng Lombardia.
Luzzara là nơi sinh của đạo diễn Cesare Zavattini.

## Frazioni
Arginello, Bacchiellino, Borgo Po, Buca Bertona, Cantone, Casoni, Codisotto, Corghe, Cugini, Delfina, Negre, San Carlo, Vergari Alti, Vergari Bassi, Villa Superiore, Villarotta.

## Các đô thị giáp ranh
- Dosolo
- Gonzaga
- Guastalla
- Reggiolo
- Suzzara

## Biến động dân số
| Năm                    | Dân số | Mật độ  |
| ---------------------- | ------ | ------- |
| 1861                   | 7.511  | -       |
| 1871                   | 7.731  | -       |
| 1881                   | 7.719  | -       |
| 1901                   | 9.280  | -       |
| 1911                   | 9.785  | -       |
| 1921                   | 10.379 | -       |
| 1931                   | 10.087 | -       |
| 1936                   | 9.946  | -       |
| 1951                   | 9.738  | -       |
| 1961                   | 8.579  | -       |
| 1971                   | 8.122  | -       |
| 1981                   | 8.023  | -       |
| 1991                   | 7.949  | -       |
| 2001                   | 8.517  | -       |
| 31 tháng 12 năm 2004]] | 8.890  | 218/km² |